# 646型水面測量艦
646型水面測量艦（NATO 報告名稱：Kanyang class）是中國人民解放軍海軍南海艦隊現役的專用測量艦，專責沿海及近海水深與海底地形勘測，共建造兩艘（南測 426、南測 428），於1983年起服役。

## 設計與開發背景
1970年代，在「海域測量範圍拓展至200海里」的國防需求推動下，海試飛行部向708所第4設計室（今中國船舶及海洋工程設計研究院）提出研製新型測量艦的任務)，由桂江造船廠（449廠）同時開始試製兩艘，確保快速投入測量工作。

## 主要設備與性能
- 測深儀：配備單波束測深、多波束測深及側掃聲呐，能快速獲取精細水深資料[1]。
- 海底地貌系統：海底地形地貌圖繪製與沉積物取樣能力，支援海圖製作與科研[1]。
- 數據處理實驗室：艦上設有分析室，可即時處理測量數據並生成測量報告[1]。
- 續航與自持：航程與自持力設計達30天以上，滿足長時間近海測量需求[1]。

## 服役歷史與任務
南測 426與南測 428自1983年起隸屬中國人民解放軍海軍南海艦隊測量大隊，長期執行南中國海沿岸水深測量、海底地形勘察、海圖更新與石油勘探支援任務。

## 同級比較
在646型推出之前，南海艦隊多以635型或改裝船執行測量；646型以676噸排水量配合改良甲板布局與穩定性設計，較適用近岸200海里作業。其後型號636A型（Shupang級）及639A型（Kanhai級）則具更大噸位與更先進的深海測量能力。